# Diebsturm (Grünberg)

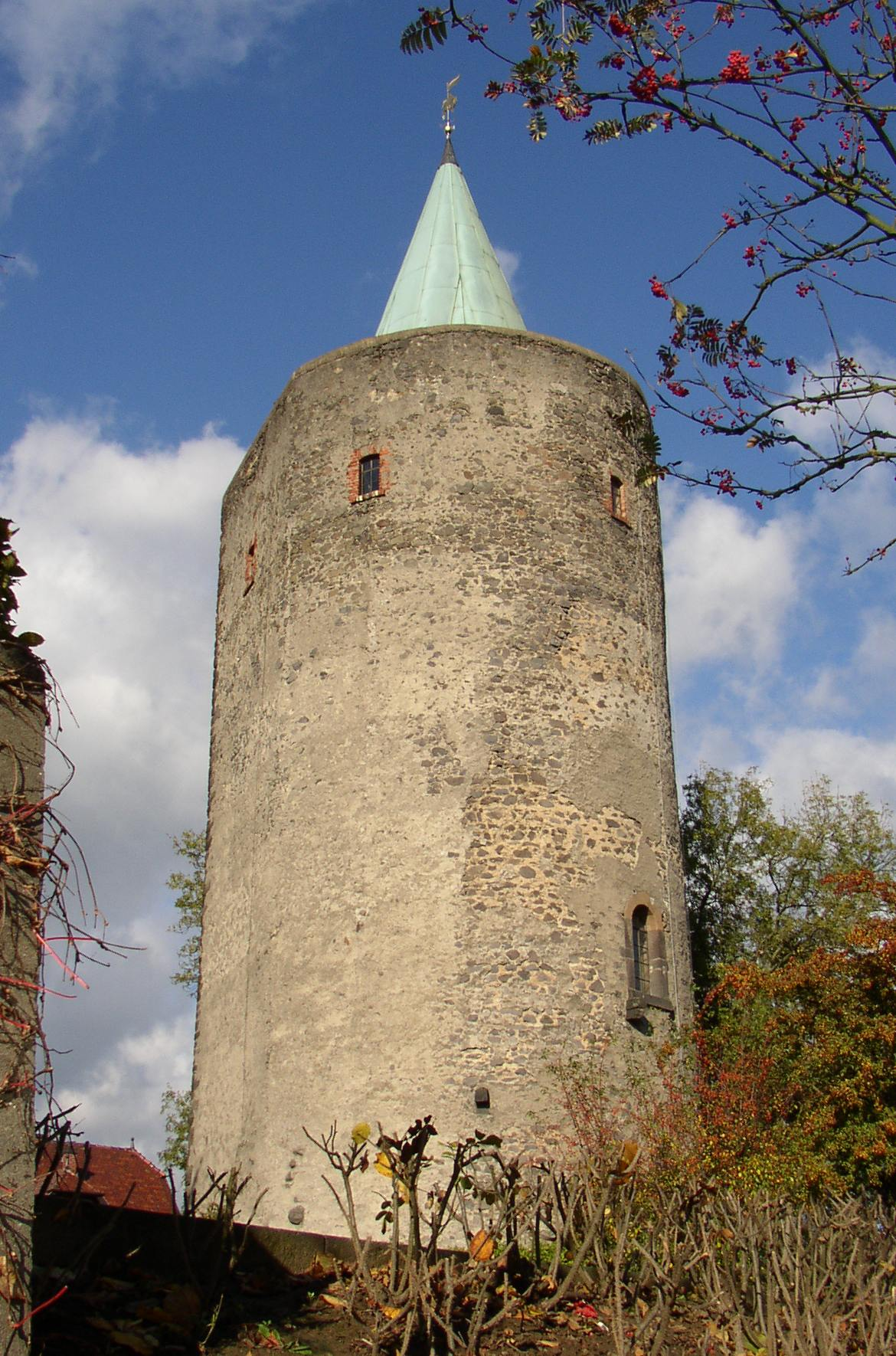
Diebsturm in Grünberg

Der Diebsturm ist ein Turm der ehemaligen Stadtmauer in Grünberg.
Der im Grundriss tropfenförmige Turm wurde um 1200 erbaut und verdankt seinen Namen der langjährigen Nutzung als Gefängnis. 1895/95 wurde er zum Wasserturm umgebaut. Später wurde er auch als Munitionslager genutzt. Der Turm ist 25 m hoch. Im Inneren ist er rund. Nach einer Restaurierung wurde er zum Aussichtsturm umgebaut. Eine Ausstellung im Turm zeigt die Geschichte des Turmes und der Stadtgeschichte.